# Hakaton
Hakaton (engl. hackathon), takođe poznat kao dan hakovanja, hak-fest ili kod-fest, događaj je u kome kompjuterski programeri i drugi uključeni u razvoj softvera (i grafički dizajner, interfejs dizajneri i menadžeri projekata) sarađuju intenzivno na softverskim projektima. Hakatoni obično traju između jednog dana i nedelju dana. Neki su jednostavno hakatone primenili u obrazovne ili socijalne svrhe, iako je u mnogim slučajevima cilj da se stvori upotrebljiv softver. Hakatoni mogu da imaju ograničenje za programski jezik koji se koristi, operativni sistem, aplikacije, API ili predmet i demografsku grupu programera. U drugim slučajevima, ne postoji ograničenje za vrstu softvera koji se pravi.